# شهدخوار قهوه‌ای گلوآبی
شهدخوار قهوه‌ای گلوآبی (نام علمی: Cyanomitra cyanolaema) نام یک گونه از تیره شهدخواران است که در آنگولا، کامرون، جمهوری آفریقای مرکزی، جمهوری کنگو، جمهوری دموکراتیک کنگو، ساحل عاج، گینه استوایی، گابون، غنا، گینه، کنیا، لیبریا، نیجریه، رواندا، سیرالئون، تانزانیا، توگو و اوگاندا یافت می‌شود.